# Rhynchostegium pendulum
Rhynchostegium pendulum là một loài rêu trong họ Brachytheciaceae. Loài này được Brid. A. Jaeger mô tả khoa học đầu tiên năm 1878.